# 閃電俠角色列表
本列表關於2014年影集《閃電俠》角色列表。該劇為為綠箭俠的衍伸劇集，存在於同一個綠箭俠宇宙。下列是曾演出過閃電俠劇集的演員列表，許多角色以DC漫畫角色命名或建立。第六季交叉集無限地球危機 (綠箭宇宙)後，所有平行地球合而為一。

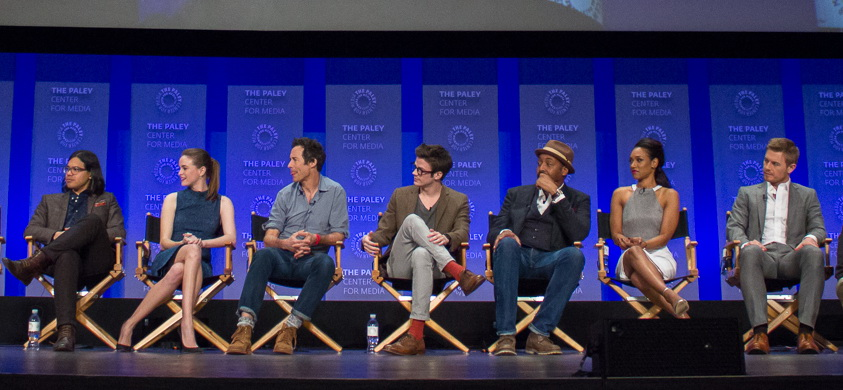
閃電俠劇集的主要演員於2015年佩利電視節為劇集做介紹。由左至右分別是:卡洛斯·瓦德斯、丹妮爾·帕娜貝克、湯姆·卡瓦納夫、葛蘭特·格斯汀、傑西·L·馬丁、凱蒂斯·帕頓、里克·考斯奈特

## 各季演出列表
| 角色                                          | 演員                   | 首次登場                             | 季數            | 季數            | 季數            | 季數            | 季數            | 季數            |
| 角色                                          | 演員                   | 首次登場                             | 1               | 2               | 3               | 4               | 5               | 6               |
| 主要演員                                      | 主要演員               | 主要演員                             | 主要演員        | 主要演員        | 主要演員        | 主要演員        | 主要演員        | 主要演員        |
| --------------------------------------------- | ---------------------- | ------------------------------------ | --------------- | --------------- | --------------- | --------------- | --------------- | --------------- |
| 貝瑞·艾倫 / 閃電俠                            | 葛蘭特·格斯汀          | "Pilot"                              | 主演            | 主演            | 主演            | 主演            | 主演            | 主演            |
| 艾莉絲·威斯特 Iris West                       | 坎迪斯·巴頓            | "Pilot"                              | 主演            | 主演            | 主演            | 主演            | 主演            | 主演            |
| 凱特琳·史諾 / 冰霜殺手                        | 丹妮爾·帕娜貝克        | "Pilot"                              | 主演            | 主演            | 主演            | 主演            | 主演            | 主演            |
| Eddie Thawne                                  | 里克·考斯奈特          | "Pilot"                              | 主演            | 客串            | 客串            | Does not appear | Does not appear | Does not appear |
| 西斯科·拉蒙 / 震波                            | 卡洛斯·瓦德斯          | "Pilot"                              | 主演            | 主演            | 主演            | 主演            | 主演            | 主演            |
| 哈里森·威爾斯 (各分身)                        | 湯姆·卡瓦納夫          | "Pilot"                              | 主演            | 主演            | 主演            | 主演            | 主演            | 主演            |
| 喬·威斯特 Joe West                            | 傑西·L·馬丁            | "Pilot"                              | 主演            | 主演            | 主演            | 主演            | 主演            | 主演            |
| 華利·威斯特 / 閃電小子                        | 基南·隆斯戴爾          | "Running to Stand Still"             | Does not appear | 主演            | 主演            | 主演            | 客串            | 客串            |
| Clifford DeVoe 克利福德·迪沃 / 思考者 Thinker | 尼爾·桑迪蘭            | "The Flash Reborn"                   | Does not appear | Does not appear | Does not appear | 主演            | Does not appear | Does not appear |
| Cecile Horton                                 | 丹妮拉·妮可萊特        | "Who Is Harrison Wells?"             | 客串            | Does not appear | 常設            | 常設            | 主演            | 主演            |
| Ralph Dibny / Elongated Man                   | 哈特利·索耶            | "Elongated Journey Into Night"       | Does not appear | Does not appear | Does not appear | 常設            | 主演            | 主演            |
| Nora West-Allen                               | 傑西卡·帕克·肯尼迪     | "The Elongated Knight Rises"         | Does not appear | Does not appear | Does not appear | Recurring       | 主演            | Does not appear |
| Recurring characters                          |                        |                                      |                 |                 |                 |                 |                 |                 |
| Nora Allen                                    | JESSICA PARKER KENNEDY | "Pilot"                              | 常設            | 客串            | 客串            | Does not appear | Does not appear | Does not appear |
| David Singh                                   | Patrick Sabongui       | "Pilot"                              | 常設            | 常設            | 客串            | 常設            | 常設            | Does not appear |
| Henry AllenJay Garrick / Flash                | John Wesley Shipp      | "Pilot"                              | 常設            | 常設            | 客串            | Does not appear | Does not appear | Does not appear |
| Henry AllenJay Garrick / Flash                | John Wesley Shipp      | "The Race of His Life"               | Does not appear | 客串            | 常設            | Does not appear | Does not appear | Does not appear |
| 羅尼·雷門 / 火風暴                            | 羅比·艾梅爾            | "Things You Can't Outrun"            | 常設            | 客串            | 客串            | Does not appear | Does not appear | Does not appear |
| 冷凍隊長 (各分身)                             | 溫特沃思·米勒          | "Going Rogue"                        | 常設            | 客串            | 客串            | 客串            | 客串            | 客串            |
| General Wade Eiling                           | Clancy Brown           | "Plastique"                          | 常設            | Does not appear | Does not appear | Does not appear | Does not appear | Does not appear |
| Mason Bridge                                  | Roger Howarth          | "The Sound and the Fury"             | 常設            | Does not appear | Does not appear | Does not appear | Does not appear | Does not appear |
| Martin Stein / Firestorm                      | 維克多·賈博            | "Crazy for You"                      | 常設            | 常設            | 客串            | 客串            | Does not appear | Does not appear |
| Linda Park / Doctor Light                     | 瑪萊斯·裘              | "Crazy for You"                      | 常設            | 客串            | Does not appear | Does not appear | Does not appear | Does not appear |
| 極速                                          | 泰迪·西爾斯            | "The Man Who Saved Central City"     | Does not appear | 常設            | Does not appear | Does not appear | 客串            | Does not appear |
| Patty Spivot                                  | 仙朵・范桑頓           | "Flash of Two Worlds"                | Does not appear | 常設            | Does not appear | Does not appear | Does not appear | Does not appear |
| Francine West                                 | 范妮莎·威廉斯          | "Flash of Two Worlds"                | Does not appear | 常設            | 客串            | Does not appear | Does not appear | Does not appear |
| 潔西快客                                      | 維奧莉·畢恩            | "The Darkness and the Light"         | Does not appear | 常設            | 常設            | 客串            | Does not appear | Does not appear |
| Julian Albert / Doctor Alchemy / Savitar      | 湯姆·費爾頓            | "Paradox"                            | Does not appear | Does not appear | 常設            | Does not appear | Does not appear | Does not appear |
| Cynthia / Gypsy                               | 潔西卡・卡馬喬         | "Borrowing Problems from the Future" | Does not appear | Does not appear | 常設            | 客串            | Does not appear | Does not appear |
| Tracy Brand                                   | 安妮・杜德克           | "I Know Who You Are"                 | Does not appear | Does not appear | 常設            | Does not appear | Does not appear | Does not appear |
| Marlize DeVoe / Mechanic                      | 金・恩格爾布雷希特     | "The Flash Reborn"                   | Does not appear | Does not appear | Does not appear | Recurring       | Does not appear | Does not appear |
| Amunet Black / Blacksmith                     | 凱蒂・薩霍夫           | "Girls Night Out"                    | Does not appear | Does not appear | Does not appear | Recurring       | Does not appear | Does not appear |
| Officer "Jonesy" Jones                        | Klarc Wilson           | "Enter Flashtime"                    | Does not appear | Does not appear | Does not appear | Guest           | Recurring       | Does not appear |
| Vanessa Ambres                                | Lossen Chambers        | "The Death of Vibe"                  | Does not appear | Does not appear | Does not appear | Does not appear | Recurring       | Does not appear |
| Grace Gibbons / Cicada II                     | Islie Hirvonen         | "The Death of Vibe"                  | Does not appear | Does not appear | Does not appear | Does not appear | Recurring       | Does not appear |
| Grace Gibbons / Cicada II                     | Sarah Carter           | "Memorabilia"                        | Does not appear | Does not appear | Does not appear | Does not appear | Recurring       | Does not appear |
| Kamilla Hwang                                 | Victoria Park          | "Memorabilia"                        | Does not appear | Does not appear | Does not appear | Does not appear | Recurring       | Recurring       |

## 英雄列表

### 地球-1
| 角色                                                        | 演員                                                                                  | 職務/身份                                                            | 簡介 | 與漫畫差異                               | 出場集數                             |
| 巴塞洛繆·亨利·貝瑞·艾倫 Bartholomew Henry Barry Allen       | 葛蘭特·格斯汀 Grant Gustin 羅根·威廉斯(幼年) Logan Williams (young)                   | 中央城警局CSI鑑識員 閃電俠 The Flash                                 | 亨利與諾拉之子，喬的養子，艾瑞絲的青梅竹馬。11歲時母親遭逆閃電殺害，父親待罪冤獄，後被喬收養，與艾瑞絲一起長大，被粒子加速器爆炸意外波及產生的雷電擊中後昏迷了九個月，醒來後得到了高速移動的神速力，需要攝取大量能量才能避免新陳代謝過快血糖過低產生暈眩，為救高樓上的洗窗工人而學會飛簷走壁，為了讓炸彈遠離城市學會在水面上奔馳。 能力: 超級速度 - 從神速力提取速度提取速度 精神力 - 高速思考學習 高速新陳代謝 - 極高的自癒力，酒精免疫 垂直奔跑 - 已足夠且穩定的速度在牆上前行 水上奔跑 - 已足以承受體重的速度在水上通行 音速拳 - 以超過1.1馬赫的加速度給予重拳造成極大傷害 弱點: 低血糖暈眩 - 攝取能量不足導致 | 漫畫中為第二代閃電俠。                   | S1全季 S2全季 S3全季 S4全季 S5全季   |
| 愛瑞絲·威斯特 Iris West Allen                               | 凱蒂斯·帕頓 Candice Patton 阿米娜·埃爾卡蒂布(幼年) Amina Elkatib (young)              | 心理系學士 前CC吉特咖啡廳服務生 中央城圖報新聞記者                   | 喬的女兒，貝瑞的青梅竹馬，沃利的姐姐。在尚未知曉閃電俠真實身分時就開始撰寫相關事件部落格。 | 漫畫中為白人，是閃電小子的阿姨不是姊姊。 | S1 EP1、2 第二季 第三季 第四季       |
| 喬瑟夫·威斯特/喬 Joseph WestJoe                             | 傑西· L· 馬丁 Jesse L. Martin                                                         | 前基層警員 中央城警探 超能犯罪事件小組領導                           | 貝瑞父親的好友，同時也是貝瑞的養父。 | 漫畫中為白人。                           | S1 EP1、2 第二季 第三季 第四季       |
| 弗朗西斯科·雷蒙/西斯科 Francisco Ramon /Cisco               | 卡洛斯·瓦德斯 Carlos Valdes                                                           | 機械工程專家 震波 Vibe 雷蒙工業執行長(閃點)                          | 星辰實驗室的科學家團隊中最年輕的成員。個性有些活潑跳脫，會對出現的超能力者們進行命名。 由於受到粒子加速器意外的輻射影響，而擁有能夠看見所在世界以及平行世界已發生的事的能力或是藉由雙手產生的震波來開啟平行世界的傳送門。 | 漫畫中為英雄震波。                       | S1 EP1、2 第二季 第三季 第四季       |
| 凱特琳·史諾 Caitlin Snow                                    | 丹妮爾·帕娜貝克 Danielle Panabaker                                                    | 生物工程專家 前水星實驗室科學家 冰霜殺手 Killer_Frost 眼科醫師(閃點) | 聰明的生物工程天才，在星辰實驗室的粒子加速器爆炸中，失去了她的未婚夫。 第三季由於閃點的影響而得到跟地球-2的分身冰霜殺手同樣的急凍能力。 | 漫畫中為反派冰霜殺手。                   | S1 EP1、2 第二季 第三季 第四季       |
| 吉迪恩 Gideon                                               | 莫雷納·貝克林 (配音) Morena Baccarin (voice)                                          | 未來人工智慧                                                         | 來自逆閃電的未來世界，由未來的閃電俠所創造。 |                                          | S1 EP7                               |
| 哈里森·威爾斯/哈利 Harrison Wells / Harry                   | 湯姆·卡瓦納夫 Tom Cavanagh                                                            | 星辰實驗室領導人 科學家                                              | 地球-2的哈里森·威爾斯，地球-2的星辰實驗室創辦人。 |                                          |                                      |
| 沃勒士·威斯特/沃利Wallace West / Wally                      | 基南·隆斯戴爾 Keiynan Lonsdale                                                        | 閃電小子 Kid_Flash 前街頭賽車手 學生                                 | 喬·威斯特多少年不見的兒子。艾瑞絲·威斯特弟弟在閃點中是閃電俠，經由煉金術師取回神速力而成為閃電小子。 | 原著為第三代閃電俠。                     | 第二季 9~13 15~23 第三季 全劇 第四季 |
| 朱利安·阿爾伯特·德斯蒙德 Julian Albert Desmond              | 湯瑪斯·安德魯·費頓 Thomas Andrew "Tom" Felton                                         | 前考古學家 煉金術師 Doctor Alchemy 中央城警局超人類CSI鑑識員         | 於考古時挖掘出薩維塔的箱子。 | -                                        | 第三季                               |
| 哈里森·威爾斯/H.R.[地球19] Harrison Wells / H.R. [Earth-19] | 湯姆·卡瓦納夫 Tom Cavanagh 亞當·博奎斯特(蘭道夫型態) Adam Bergquist (as "HR Randolf") | 作家 思想啟發專家 星辰實驗室執行長(地球19)                           | 來自地球19，因地球1的哈里森·威爾斯被通緝而可以改變成蘭道夫型態，試圖重新對外開放星辰實驗室。 | -                                        | 第三季                               |
| 拉爾夫迪布尼 Ralph Dibny                                    | 哈特·利索耶 Hartley Sawyer                                                            | 伸縮人 Elongated Man                                                 | 閃點前時間線因粒子價速器爆炸而喪生，閃點復原後存活，前警探。貝瑞從神速力空間回到地球一造成的十二名超能力者之一。 | N/A                                      | S1 EP7(提及)                         |
| 蘇迪爾邦 Sue Dearbon                                        | 娜塔莉·德雷福斯 Natalie Dreyfuss\|                                                    | 伸縮人的妻子                                                         | 蘇·迪尼（Sue Dibny）是美國DC漫畫旗下人物，是伸縮人的妻子，她雖然是個普通人，但是她和正義联盟有著深厚的友誼，是正義联盟的榮譽成員。 | N/A                                      | EP7                                  |
| 阿列格拉·加西亞 (Allegra Garcia)                            | 凱拉·康普頓 (kayla compton)                                                           | N/A                                                                  | 當Allegra阿列格拉·加西亞告訴Esperanza她想離開自己的團隊時，一個粒子加速器爆炸了，並在整個市中心範圍內發射了大量暗物質。這些波擊中了Allegra阿列格拉·加西亞和Esperanza，使它們都具有電磁操縱的能力。 | N/A                                      | EP6 / EP7                            |

| 角色                                                                                          | 演員                                               | 職務/身份 | 簡介 | 與漫畫差異           | 出場集數                                                  |
| 奥利佛·昆恩 Oliver Queen                                                                      | 史蒂芬·艾梅爾 Stephen Amell                        | 綠箭俠 Green Arrow 星城市長 兄弟會成員 前A.R.G.U.S.特務 前夜店老闆 前昆恩企業執行長 前刺客聯盟首領                           | 星城的治安維護者，綠箭俠團隊領導，詳見綠箭俠。 | -                    | S1 EP1 第一季1 8 22 第二季2 8 第三季8 第四季8             |
| 羅尼·雷蒙德 Ronnie Raymond                                                                    | 羅伯特·帕特里克·“羅比”·艾梅爾 Robert Patrick Amell | 火風暴 Firestorm 結構工程專家                                                                                                | 凱特琳·史諾的未婚夫，星辰實驗室的首席結構工程師，在粒子加速器爆炸事故之中進入加速器內部調整了系統，使爆炸向上而不是向外才不至摧毀整棟建築，卻也導致與馬丁·斯坦因博士合體變成火風暴。 狀態: 死亡(自我犧牲) 能力: 火焰 - 自身轉變為核反應堆，可製作火焰和爆炸 飛行 - 雙手發出火柱作為推進動力 精神共享 - 與馬丁·斯坦因博士之間可進行心靈溝通 天才智力 - 結構學專家 雙語 - 英語和法語 弱點: 電離輻射 - 導致自身分子不穩定而暫時無法融合成火風暴                                                                                             | -                    | S1 EP3 第一季3 8 9 12~14 22 23 第二季1 4 第三季1          |
| 馬丁·史坦 Martin Stein                                                                        | 維克多·賈博 Victor Garber                          | 火風暴 Firestorm 物理學教授                                                                                                  | 回到中央城時遭遇粒子加速器爆炸事件而和羅尼·雷蒙德合體變成火風暴，現加入傳奇團隊，詳見明日傳奇。 |                      | 第一季 第二季 第三季8 第四季8                             |
| 費莉西蒂·史莫克 Felicity Smoak                                                                | 艾米莉·貝特·理查茲 Emily Bett Rickards             | 守望者 OverWatch 麻省理工學院網路安全暨電腦科學碩士 超級電腦駭客 前昆恩企業IT技術人員 前帕默科技CEO 前史莫克科技CEO 前咖啡師 | 奥利佛·昆恩的妻子，米亞·史莫克的母親。19歲贏得國家訊息科技大賽亞軍，由於HIVE特工槍擊導致下肢癱瘓，殖入生物科技晶片後恢復行動力，詳見綠箭俠。 | -                    | S1 EP4 第一季第4、8、18集 第二季第8集 第三季1 8 第四季5 8 |
| 雷歐納德·史納特 Leonard Snart                                                                 | 溫特沃思·米勒 Wentworth Earl Miller III            | 冷凍隊長 Captain Cold 前搶劫竊盜犯 前傳奇小隊成員                                                                            | 熱浪的摯友，金色滑翔手的哥哥，路易斯·斯納特的兒子。從小被父親家暴，為保護妹妹對父親言聽計從，有著出色智慧與個人堅持，非必要只謀財不害命，被閃電俠阻止搶劫後弄到星辰實驗室所開發的冷凍槍來對付閃電俠，少數知道閃電俠真實身分的反派，後改邪歸正加入傳奇團隊，為拯救團隊而犧牲，詳見明日傳奇。 狀態: 死亡(自我犧牲) 能力: 戰鬥高手 - 相當程度的近戰搏擊 射擊 - 熟練冷凍槍 天才智力 - 善於出謀劃策，擬定戰術，逃脫大師 基礎電工 - 足以自行修復或改造冷凍槍 裝備: 冷凍槍 - 產生絕對零度的冰，可做冰凍滑行或緩速 護目鏡 - 避免冷凍光線照射眼睛 | -                    | S1 EP4 第一季第4、10、16、22集 第二季第1.3.9集 第三季     |
| 米克·羅利 Mick Rory                                                                           | 多米尼克·珀塞爾 Dominic Purcell                    | 熱浪 Heat Wave 克羅諾斯 Chronos 傳奇小隊成員 前縱火犯                                                                        | 熱愛火焰，冷凍隊長過去的搭檔，被他找回來並給予星辰實驗室所開發的火焰槍來一同對付閃電俠，後改邪歸正加入傳奇團隊，詳見明日傳奇。 狀態: 存活 能力: 永生 - 由於曾效力於時間大師而從而沒有壽命限制(失效) 裝備: 熱浪槍 | -                    | S1 EP4 第一季第4、10、16集 第二季 第三季8                 |
| 約翰·迪格爾 John Diggle                                                                       | 大衛·拉姆西 David Ramsey                           | 斯巴達 Spartan | 軍人出身，星城綠箭俠團隊成員，詳見綠箭俠。 |                      | 第一季8 第二季8 15 第三季8                                |
| 雷·帕默 Ray Palmer                                                                            | 布蘭登·勞斯 Brandon Routh                          | 原子俠 The Atom 科學家 億萬富翁                                                                                              | 超級天才，發明原子戰袍，可隨意放大縮小，曾為馬汀史坦博士的學生，買下了昆恩企業，和費莉西蒂交往過，前綠箭俠團隊成員，現加入傳奇團隊，詳見明日傳奇。 |                      | 第一季18 第三季8                                          |
| 蘿蕾爾·蘭斯 Laurel Lance                                                                      | 凱蒂·卡西迪 Katherine Evelyn Anita "Katie" Cassidy | 黑金絲雀(二代) Black Canary 檢察官                                                                                           | 星城的綠箭俠團隊前團員，配備聲波武器，死於戴米安·達克之手，詳見綠箭俠。 |                      | 第一季19                                                  |
| 傑佛遜·傑克遜 Jeffry Jackson                                                                  | 法蘭茲·德拉梅 Franz Drameh                         | 火風暴 Firestorm 汽修工人 | 羅尼·雷蒙德死後，取代他為新火風暴的另一半，現加入傳奇團隊，詳見明日傳奇。 | -                    | 第二季4 第三季8 第四季8                                   |
| 萊拉·麥可斯 Lyla Michaels                                                                     | 奧黛麗·馬里·安德森 Audrey Marie Anderson           | 天眼會現任領導人 | 在阿曼達·沃勒死後接掌天眼會。詳見綠箭俠 (電視劇)。 |                      | 第二季5 第三季8 22 第五季15                               |
| 西婭·昆恩 Thea Queen                                                                          | 薇拉·賀蘭德 Willa Joannachance Holland             | 快手 Speedy | 綠箭俠同母異父的妹妹，還有一同父異母的哥哥湯米·梅林，星城的綠箭俠團隊前成員，詳見綠箭俠。 |                      | 第二季8 第三季8                                           |
| 約翰·迪格爾·二世 John "JJ" Diggle, Jr                                                         | 喬瑟夫·大衛-瓊斯 Joseph David-Jones                | 綠箭俠(未來) Green Arrow (future)                                                                                            | 出現在前往地球-2的影像中。 |                      | 第二季                                                    |
| 肯德拉·桑德斯 Kendra Saunders                                                                 | 席亞拉·蕾妮·哈柏 Ciara Renée Harper                | 鷹女 Hawkgirl | 古埃及女祭司輪迴轉世，傳奇團隊前成員，現已離隊，詳見明日傳奇。 |                      | 第二季                                                    |
| 卡特·霍爾 Carter Hall                                                                         | 福克·漢斯契 Falk Hentschel                         | 鷹俠 Hawkman | 傳奇團隊前成員，詳見明日傳奇。 |                      | 第二季8                                                   |
| 萊拉·邁克爾斯 Lyla Michaels                                                                   | 奧黛麗·馬里·安德森 Audrey Marie Anderson           | | A.R.G.U.S.特務 |                      | 第二季15 第三季8 22 第五季15                              |
| 莎拉·蘭斯 Sarah Lance                                                                         | 凱蒂·洛茨 Caity Marie Lotz                         | 白金絲雀 White Canary 明日傳奇隊長(暫代) 金絲雀(一代) The Canary                                                             | 倖存於船難，後被妮莎•奧•古所救，加入刺客聯盟，逃離組織後，暗中保護家人，死後受浸於南大帕爾巴特拉撒路之池而得到重生，現加入傳奇團隊，在瑞普船長失蹤後暫代船長一職，詳見明日傳奇。 |                      | 第三季8 第四季8                                           |
| 雷·特瑞爾 Ray Terrill                                                                         | 羅素·托維 Russell Tovey                            | 射線 Ray | 地球1的超能力者，地球X的Leo Snart的戀人 |                      | 第四季8                                                   |
| 黛娜·德雷克 Dinah Drake                                                                       | 朱麗安娜·霍克偉 Juliana Harkavy                    | 黑金絲雀二代 Black Canary | 綠箭小隊新成員，詳見綠箭俠。 |                      | 第四季8                                                   |
| 凱特・凱恩                                                                                    | 露比·蘿絲                                          | 蝙蝠女俠 | |                      | 第五季9                                                   |
| 地球-2                                                                                        |                                                    | | |                      |                                                           |
| 傑西·錢伯斯·威爾斯 Jesse Chambers Wells                                                       | 維羅尼奇·比恩 Violett Beane                        | 潔西快客 Jesse Quick | 來自地球-2的哈里森·威爾斯之女兒。後來身體受暗物質的影響而得到與貝瑞相同的神速力,化名為"杰西快客"並和貝瑞一同打擊犯罪。第三季幫助地球三閃電俠維持和平。 | 原著為杰西快客。     | 第二季 第三季 第四季3 15                                  |
| 羅柏·昆恩 Robert Queen                                                                        |                                                    | 綠箭俠 The Arrow | 奧立佛的父親，搭乘自家遊艇『金牌昆恩號』出遊，遭遇海難兒子死亡，回到星城後成為綠箭俠。 |                      | 第二季                                                    |
| 地球-3                                                                                        |                                                    | | |                      |                                                           |
| 傑伊·蓋里克 Jay Garrick                                                                       | 約翰·衛斯里·希普 John Wesley Shipp                 | 鐵面人 閃電俠 （Flash ） | 來自地球-3號的閃電俠，一次極速開啟平行宇宙的通道時，發現了地球-3號的閃電俠，奪取他的神速力未果，將其囚禁做為戰利品，並使其無法使用神速力，以奪取其身分。也是地球-3號的亨利·艾倫（Henry Allen）因為從母姓所以不同姓名。 | 原著為第一代閃電俠。 | 第二季 第三季 第四季15                                    |
| 地球-19                                                                                       |                                                    | | |                      |                                                           |
| 吉普賽 Gypsy                                                                                  | 潔西卡·卡瑪丘 Jessica Camacho                      | 收集者 | 地球19法律規定禁止跨越平行時空，吉普賽為逮捕跨越平行時空人士的執法人員。Cisco女友。 |                      | 第三季 第四季2 4 9 20                                     |
| Breacher                                                                                      | 丹尼·崔喬                                          | | 吉普賽的爸爸 |                      | 第四季4 17                                                |
| 地球-38                                                                                       |                                                    | | |                      |                                                           |
| 卡拉·佐·艾爾(氪星名) Kara Zor-El (Krypton name) 卡拉·丹弗斯(地球名) Kara Danvers (Earth name) | 梅莉莎·班諾伊                                      | 女超人 Supergirl | 氪星人，國際城的守護者，DEO特務，詳見女超人。 |                      | 第三季8 17 第四季8                                        |
| 蒙·艾爾(達克賽姆星名) Mon-El(Daxam name) 麥克·馬修斯(地球名) Mike Matthews (Earth name)       | 克里斯·伍德 Chris Wood                             | | 達克賽姆星人，國際城的守護者之一，DEO特務，詳見女超人。 |                      | 第三季17                                                  |
| 喬恩·瓊斯(火星名) J'onn J'onzz (Mars name) 漢克·漢肖(地球名) Hank Henshaw(Earth name)         | 大衛·哈雷伍德 David Harewood                       | 火星獵人 Martian Manhunter                                                                                                   | 火星人，國際城的守護者之一，DEO領導，詳見女超人。 |                      | 第三季17                                                  |
| Alex Danvers                                                                                  | 凱樂·利                                            | DEO特工。 | 卡拉的姐姐 |                      | 第四季8                                                   |
| 克拉克·肯恩                                                                                   | 泰勒·霍奇林                                        | 超人 | 卡拉的表弟 |                      | 第五季9                                                   |
| 地球-53                                                                                       |                                                    | | |                      |                                                           |
| 雷歐·史納特 Leo Snart                                                                         | 溫特沃思·米勒 Wentworth Earl Miller III            | 冷凍隊長 Captain Cold | 反抗軍。Ray的戀人。 | -                    | 第四季 8                                                  |
| 溫·肖特 Winn Schott                                                                           | 傑雷米·喬丹 Jeremy Jordan                          | 自由鬥士將軍 | |                      |                                                           |

## 反派列表
| 角色                                                                                          | 演員                                                           | 職務/身份                                                                       | 簡介 | 與漫畫差異                       | 出場集數                         |
| 各季最終反派                                                                                  |                                                                |                                                                                 | |                                  |                                  |
| 伊歐柏·索旺 Eobard Thawne                                                                     | 湯姆·卡瓦納夫 麥特·雷契 Matt Letscher                          | 逆閃電 Reverse Flash 哈里森·威爾斯(冒牌) 科學家                                 | 假冒星辰實驗室創辦人，因為粒子加速器實驗失敗而失去所有名譽。 真名伊歐柏·索旺 ，来自未来，和閃電俠一樣擁有高速移動的能力，15年前殺死了真正的哈里森·威爾斯博士，並易容化身爲他。 | 原著為第二代逆閃電。             | S1EP1 第二季 第三季              |
| 亨特·佐羅門 Hunter Zolomon                                                                    | 泰迪·西爾斯                                                    | 極速 Zoom 閃電俠/傑伊·蓋里克(假冒) 超能犯罪團隊首領 連環殺手 黑閃電 Black Flash | 地球2超人類，經歷眼睜睜的看著自己的父親殺死母親，並被送到中央城孤兒院，在粒子加速器爆炸事故中獲得能力，成為大反派，創造加速血清-6來提升自身的速度，當膩了壞人而囚禁來自地球-3的傑伊·蓋瑞克，並冒充他的身分，因為加速血清的副作用正在慢性死亡，閃電變成藍色的，眼睛也可隨意變成純黑色，企圖奪取閃電俠的神速力來減緩死亡，以統治地球-1，被時間幽靈抓回神速力中，並成為追捕極速者的黑閃電，追捕變成時間偏差的逆閃電。 | 原著為第三代逆閃電。             | 第二季                           |
| 薩維塔 Savitar                                                                                | 葛蘭特·格斯汀Grant Gustin 托賓·貝爾 (配音) Tobin Bell (voice)  | 自稱極速之神，實為未來的閃電俠的時間殘餘                                        | 被貝瑞預知到會殺死愛瑞斯的人，閃電俠的套裝改成銀色盔甲，可自動移動，因為時間悖論而為時不多，打算將自己分散到時間裡變成永恆的存在，最後被阻止，被愛瑞斯槍殺。 | 原作為單純的敵人                 | 第三季                           |
| 思考者 Thinker                                                                                | 尼爾·桑迪蘭                                                    |                                                                                 | |                                  | 第四季                           |
| 老蟬頭/老蟬師 Cicada                                                                          | 克里斯·克萊                                                    |                                                                                 | 老蟬頭（Cicada）是美國DC漫畫旗下超級反派。 一個比較新的閃電俠系列反派，崇拜閃電俠，原名大衛·赫希（David Hersch），是基石城（Keystone）的居民。 |                                  | 第五季                           |
| 血魔 (漫畫) Bloodwork                                                                         | 山德希爾·拉曼穆西                                              |                                                                                 | |                                  | 第六季                           |
| 奥古斯特·哈特 August Heart                                                                    | 卡倫·奧伯洛 Karan Oberoi                                       | Godspeed 神速                                                                   | |                                  | 第七季                           |
| 地球-1                                                                                        |                                                                |                                                                                 | |                                  |                                  |
| 克萊德·馬登 Clyde Mardon                                                                      | 查德·魯克 Chad Rook                                            | 氣候巫師 Weather Wizard 搶劫犯                                                  | 馬克·馬登的弟弟，喬絲琳·捷克姆的叔叔。搭飛機逃亡時被粒子加速器爆炸意外波及的暴風雨影響而獲得控制天氣的能力。在將要槍殺閃電俠時被喬搶先擊殺。 狀態: 死亡(遭槍殺) 能力: 控制天氣 - 製造濃霧、暴風、龍捲風 飛行 - 藉由龍捲風滯空移動 裝備: 謝爾比野馬GT500 | 漫畫中為發明氣候魔杖的科學家。   | S1 EP1                           |
| 丹頓·布萊克 Danton Black                                                                      | 邁克爾·克里斯托弗·史密斯 Michael Christopher Smith             | 多重體 Multiplex 生物遺傳科學家                                                 | 伊莉莎白·布萊克的丈夫，史塔格企業前研究員。做細胞克隆研究時因粒子加速器爆炸事故獲得超能力，可以不斷分裂、複製自己，數量越多越消耗體力，因為治療性克隆研究成果被西蒙·史塔格竊取而無法拯救患病的妻子而復仇，失敗後跳樓自殺。 狀態: 死亡(跳樓自殺) 能力: 分身 - 進行自體細胞分裂產生多個分身，可達上百個 天才智力 - 生物遺傳學專家 弱點: 疲倦 - 產生大量分身時本尊容易疲倦 待機 - 分身在本尊無意識或失去意識或距離太遠時無法行動 | -                                | S1 EP2                           |
| 凱爾·寧伯斯 Kyle Nimbus                                                                       | 安東尼·凱瑞根 Anthony Carrigan                                 | 迷霧 Mist 殺手死刑犯                                                            | 原黑幫達比尼恩家族殺手，後遭家族出賣導致被特蕾莎·霍華德法官審判處以毒氣死刑，在執行死刑時因為加速實驗器事故獲得超能力而能化身毒霧，逃脫後毒殺了整個達比尼恩家族與特蕾莎·霍華德法官，連喬也差點遭殃，被捕後關押於超能監獄，於移監時逃獄。 狀態: 自由 能力: 毒霧 - 自身可化為有自我意識的綠色毒霧，還含有鎮靜劑成分 飛行 - 毒霧形態下可快速自由飄散 物理攻擊免疫 - 毒霧形態下閃避物理攻擊 弱點: 疲倦 - 長時間維持毒霧狀態非常消耗體力 防毒面具 - 無法侵入而失效 密閉空間 - 即便是毒霧狀態也無處可逃 火 - 毒氣狀態易燃，遇火會導致燒傷 | -                                | S1 EP3                           |
| 貝蒂·頌·蘇西 Bette Sans Souci                                                                 | 凱利·弗萊 Kelly Frye                                           | 塑膠炸彈 Plastique EOD專家 前美國陸軍中士官                                     | 軍方的炸彈拆除專家。在阿富汗被爆炸炸傷，回到中心城市接受清創手術以清除體內的炸彈碎片，手術中受到粒子加速器爆炸的影響，獲得爆炸的能力，在威爾斯(逆閃電)的私下勸說後試圖殺掉將軍，結果反被槍殺，死前試圖告訴閃電俠威爾斯(逆閃電)的意圖，卻沒來得及，遺體變成炸彈，為保護中央城被閃電俠帶至外海引爆。 狀態: 死亡(槍殺) 能力: 爆炸 - 能將雙手觸碰到的一切轉化為炸彈 弱點: 失控 - 無法自行控制能力的發動 自爆 - 死亡時遺體轉化為炸彈 | -                                | S1 EP5                           |
| 韋德·艾林 Wade Eiling                                                                         | 克蘭西·布朗 Clarence J. "Clancy" Brown III                     | 金手指 Goldfinger 美國陸軍將軍                                                  | 態度高傲無理，曾意圖用星辰實驗室的心靈控制為軍隊服務，對大猩猩格魯德進行許多不人道的實驗，但被威爾斯博士發現而拒絕合作，從警方手上接手塑膠炸彈案件的調查權，藉由子彈上的追蹤器跟蹤到星辰實驗室卻未果，與威爾斯(逆閃電)發生爭執，在打鬥當中槍殺了塑膠炸彈，後被大猩猩格魯德控制心靈成為金手指去搶劫。 狀態: 存活 | -                                | S1 EP5                           |
| 哈羅德·哈德利 Harold Hadley                                                                   | 簡·博斯 Jan Bos                                                | 軍事科學家 軍醫                                                                 | 艾林的手下，為塑膠炸彈做過幾次不人道的人體實驗手術，卻聲稱是在救她以穩定她的能力。 狀態: 存活 | -                                | S1 EP5                           |
| 古魯德 Grodd                                                                                  | 大衛·索博洛夫 (配音) David Sobolov (voice)                     | 大猩猩古魯德 Grodd                                                              | 本是艾林將軍委託星辰實驗室研究用來強化心靈感應以及遙遠控制型強化士兵的實驗品大猩猩，因為粒子加速器而獲得心靈攻擊的能力，並進化成高智商的大猩猩，認威爾斯(逆閃電)為父親，親近凱瑟琳。 狀態: 存活 能力: 心靈控制 - 以意念直接掌控大腦 超強體能 - 擁有超越一般大猩猩的力量與速度 | -                                | S1 EP5                           |
| 東尼·伍德沃德 Tony Woodward                                                                   | 格雷格·芬利 Greg Finley 奥斯丁·鄧恩 (幼年) Austin Dunn (young) | 鋼樑 Girder                                                                     | 貝瑞與艾瑞絲的同學，喜歡欺負弱小，在跌進鋼水時因為粒子加速器爆炸波及獲得超能力而能化身鋼鐵，連續兩次擊敗閃電俠，還綁架了艾瑞絲，被閃電俠以音速拳打敗後關進超能監獄，為對付斷電而被放了出來，卻不幸戰死，死亡後曾因粒子加速器的影響變成殭屍。 狀態: 死亡(電擊身亡) 能力: 鋼鐵 - 全身可變花為鋼鐵型態 弱點: 電 - 由於鋼鐵導電所以幾乎沒有電耐性 超越金屬的力量 - 音速拳或大砲等等 裝備: 悍馬車(偷來的) | -                                | S1 EP6                           |
| 法魯克·吉布拉恩 Farooq Gibran                                                                 | 邁克爾·雷文塔Michael Reventar                                  | 斷電 Blackout                                                                   | 在攀爬電塔時因為粒子加速器爆炸波及獲得能操控電能的能力，獲得能力甦醒時意外地殺死了傑克·達文波特、達里亞·金兩位朋友，而對開發粒子加速器的威爾斯(逆閃電)感到怨恨，前來復仇，在與鋼樑的戰鬥中殺死了他，最後因吸收閃電俠體內過量的閃電能量而死。 狀態: 死亡(電能超載) 能力: 電能 - 吸收周遭電利為自己充電 弱點: 低電量 - 體內電量不足則無法放電 飢餓 - 對於電力的嗜欲非常大 失控 - 無法控制電流釋放與否以至於接觸的一切都會通電 超載 - 能儲存的電量有一定限額，過載身體會無法負擔。                                                     | 漫畫中斷電是閃點時間線中的英雄。 | S1 EP7                           |
| 威廉·托克曼 William Tockman                                                                   | 羅伯特·克耐普 Robert Knepper                                   | 時鐘王 Clock King                                                               | - | -                                | -                                |
| 羅伊·基·畢波羅 Roy G. Bivolo                                                                  | 保羅·安東尼 Paul Anthony                                       | 彩虹大盜 Rainbow Raider                                                         | 雙眼紅光的超能力會影響他人情緒來進行搶劫的罪犯，甚至影響閃電俠的心理讓他去襲擊艾迪。 | -                                | 第一季第8、22集                  |
| 哈特利·雷瑟威 Hartley Rathaway                                                                | 安迪·米恩特斯 Andy Mientus                                     | 花笛手 The Pied Piper                                                           | 普通人，哈里森·威爾斯博士最喜歡的學生，因為發現哈里森·威爾斯要強行進行粒子加速器實驗而被趕出星辰實驗室，加上在粒子加速器實驗事故中受傷而憎恨哈威爾斯博士，於是使用自己開發的音波武器意圖報復韋爾斯博士。 | -                                | 第一季第11集 第二季第17集 第六季 |
| 蕭納·拜亞茲 Shawna Baez                                                                       | 布里妮·奧爾福德 Britne Oldford                                 | 傳送女 （Peek-a-Boo）                                                           | 在加速實驗器事故中獲得了傳送自己與所接觸事物的超能力，救出了被關在鐵山監獄的男友而逃亡，而被閃電俠給追捕。 | -                                | 第一季 第四季1 第五季            |
| 馬克·馬登 Mark Mardon                                                                         | 利亞姆·麥肯泰爾 Liam McIntyre                                  | 氣候巫師 （Weather Wizard）                                                     | 搶劫犯，克萊德·馬登的哥哥，搭飛機逃亡時被粒子加速器實驗事故引起的暴風雨給影響而獲得超能力，可以控制天氣，控制能力更在弟弟之上。在得知弟弟死亡的消息後暴走，製造了超大型海嘯。 | -                                | 第一季第1、15、16集              |
| 麗莎·史納特 Lisa Snart                                                                        | 珮頓·利斯特 (1986年) Peyton List                               | 金色滑翔手 （Golden Glider）                                                    | 普通人，雷歐納德·史納特的親妹妹，救出了被閃電俠擊敗而遭逮捕的哥哥與米克·羅利，並連同兄長等人劫持了西斯科要他製作出武器去對付閃電俠。 | -                                | 第一季第10、16集 第二季第3集     |
| 艾克索·沃克 Axel Walker                                                                       | 德文·格拉耶 Devon Graye                                        | 小魔術師 （Trickster）                                                          | 魔術師的兒子。 | -                                | -                                |
| 詹姆士·傑西 James Jesse                                                                       | 馬克·漢米爾 Mark Richard Hamill                                | 魔術師 （Trickster）                                                            | 普通人，20年前在中央城造成許多重大死傷案件的凶惡罪犯，現被關在鐵山監獄中。 | -                                | 第一季第17集 第二季第9集         |
| 布里·拉雯 Brie Larvan                                                                         | 埃米莉·金尼 Emily Kinney                                       | Bug-Eyed Bandit                                                                 | 電子蜜蜂操控者。 | -                                | -                                |
| 漢尼拔·貝茨 Hannibal Bates                                                                    | 馬丁·諾佛尼 Martin Novotny                                     | Everyman                                                                        | - | -                                | -                                |
| 傑克·西蒙斯 Jake Simmons                                                                      | 道格·瓊斯 Doug Jones                                           | Deathbolt                                                                       | 星城罪犯，能力來源不明，非來自粒子加速器爆炸事故。 | -                                | -                                |
| 亨利·休伊特 Henry Hewitt                                                                      | 戴摩·巴恩斯 Demore Barnes                                      | Tokamak                                                                         | 失敗的火風暴。 | -                                | -                                |
| 羅素·格拉森 Russell Glosson                                                                   | 亞倫·道格拉斯 Aaron Douglas                                    | 乌龟人 Turtle                                                                   | 可以讓周圍速度變慢、被地球-2哈里森殺死 | -                                | 第二季第9集                      |
| 喬伊·蒙特利歐娜 Joey Monteleone                                                               | 瑪爾科·格拉希尼 Marco Grazzini                                 | 焦油坑 Tar Pit                                                                  | - | -                                | -                                |
| 亞當·菲爾斯 Adam Fells                                                                        | 亞當·斯塔福德 Adam Stafford                                    | 地占者 Geomancer                                                                | - | -                                | -                                |
| 伊麗莎·霍曼 Eliza Harmon                                                                      | 艾利森·佩吉 Allison Paige                                      | 彈道 Trajectory                                                                 | 藥物急速者。 | -                                | -                                |
| 格里芬·格雷 Griffin Grey                                                                      | 海格·薩瑟蘭 Haig Sutherland                                    | -                                                                               | 急速老化。 | -                                | -                                |
| 愛德華·克拉里斯 Edward Clariss                                                                | 托德·拉桑斯 Todd Lasance                                       | 競爭者 the Rival                                                                | 在閃點中為競爭者。 | -                                | -                                |
| 弗蘭基·凱恩 Frankie Kane                                                                      | 喬伊·金 Joey King                                              | 萬磁女 Magenta                                                                  | - | -                                | -                                |
| 山姆·史考德 Sam Scudder                                                                       | 格雷·達蒙 Grey Damon                                           | 鏡像大師/鏡子大師 Mirror Master                                                 | 美國DC漫畫旗下超級反派，初次登場於《閃電俠》（Flash）第105期（1959年3月） | -                                | -                                |
| 羅莎·狄倫 Rosa Dillon                                                                         | 愛雪莉·瑞克斯 Ashley Rickards                                  | 尖峰人 Top                                                                      | - | -                                | -                                |
| -                                                                                             | 邁克·麥克勞德 Mike McLeod                                      | 暗影 Shade                                                                      | - | -                                | -                                |
| -                                                                                             | 斯蒂芬·哈瑟 Stephen Huszar                                     | 掠奪者 Plunder                                                                  | - | -                                | -                                |
| 克萊夫·優金 Clive Yorkin                                                                      | 馬修·凱文·安德森 Matthew Kevin Anderson                        | -                                                                               | 能分解觸碰到的一切，對閃點中的警察復仇。 | -                                | -                                |
| 勞拉·華盛頓 Laura Washington                                                                  | 艾瑞卡·洛特羅 Erica Luttrell                                   | Cyber-woman                                                                     | - | -                                | -                                |
| 艾迪·斯利克 Eddie Slick                                                                       | 凱特·托頓 Kett Turton                                          | 前縱火犯                                                                        | 其地球二的二重身為沙魔 | -                                | -                                |
| 馬爾科姆·梅林 Malcolm Merlyn                                                                  | 約翰·巴洛曼 John Scot Barrowman                                | 黑箭 Dark Archer 拉爾斯·奧·古 Ra's Al Ghul                                      | 綠箭俠敵人，星城的犯罪者之一，詳見綠箭俠。 | -                                | -                                |
| 戴米安·達克 Damian Darhk                                                                      | 尼爾·麥克唐納 Neal McDonough                                   | H.I.V.E.領導人                                                                  | 綠箭俠敵人，星城的犯罪者之一ㄒ，由於飲用了生命之水而獲得幾個世紀的壽命。，詳見綠箭俠。 | -                                | -                                |
| 凡多·薩維奇 Vandal Savage                                                                     | 卡斯柏•克朗普 Casper Crump                                     | 破壞野人                                                                        | 明日傳奇的敵人，古埃及中王國時期大祭司，藉由持續的殺掉鷹俠及鷹女來獲得長生不老的能力，並已成功多次，曾參與許多歷史上的重大事件，詳見明日傳奇。 | -                                | -                                |
| 賽洛斯·苟德 Cyrus Gold                                                                        | 格雷厄姆・希爾斯 Graham Shiels                                 | 侍者 The Acolyte                                                                | 綠箭俠敵人，注射米拉庫魯後存活的強化人，聽命於血兄弟，貝瑞到星城協助的案件，詳見綠箭俠。 | -                                | -                                |
| 迪戈爾·哈克尼斯 Digger Harkness                                                               | 尼克·特拉貝 Nick E. Tarabay                                    | 迴旋鏢隊長 Captain Boomerang 傭兵 自殺突擊隊成員 澳大利亞情報局特務             | 綠箭俠敵人，任務失敗而被萊拉啟動脖子上的炸彈意圖殺死他，因為炸彈失靈而存活，到星城找萊拉報仇，貝瑞到星城協助的案件，詳見綠箭俠。 | -                                | -                                |
| 弗洛伊德·勞頓 Floyd Lawton                                                                    | 邁克爾·羅維 Michael Rowe                                       | 死亡射手 Deadshot 自殺突擊隊成員 雇傭殺手 狙擊手 前軍人                         | 一流的射手，將每個受害者的名字紋在身上，閃電俠在地球-2認出了他的二重身，詳見綠箭俠。 | -                                | -                                |
| 統治者 Dominators                                                                             |                                                                |                                                                                 | 外星人，認為閃電俠造成閃點而到地球追捕他。 | -                                | 第三季8                          |
| 亞歷克薩 Alexa Rivera                                                                         | Sara Garcia                                                    | 豪力女 Fuerza                                                                   | 力量力 （Strength Force） (四原力之一) |                                  | EP7                              |
| 巴希爾 Bashir Malik                                                                           | Ennis Esmer                                                    | 靈能客 Psych                                                                    | 賢者力 (Sage Force) (四原力之一) |                                  | EP7                              |
| 迪恩 Deon Owens                                                                               | Christian Magby                                                | 磐石 (綠)                                                                       | 靜滯力 （Still Force） (四原力之一) |                                  | EP7                              |
| 神速力 Speed Force                                                                            | 米歇爾·哈里遜 Michelle Harrison                                | 神速力 Speed Force                                                              | 神速力 (Speed Force) (四原力之一) |                                  | EP7                              |
| 馬克 Mark Stevens                                                                             | Jon Cor 喬·柯爾                                                | 冷酷布莱恩 Chillblaine                                                          | 曾是艾沃集團的科學家,頂級低溫基因學專家,研究被集團視為反人道,從而馬克變成了通緝犯,偷走艾沃芯片研發出冰霜能力 |                                  | EP7                              |
| 地球-2                                                                                        |                                                                |                                                                                 | |                                  |                                  |
| 弗朗西斯科·雷蒙/西斯科 Francisco Ramon / Cisco                                                | 卡洛斯·瓦德斯 Carlos Valdes                                    | 混響 Reverb 極速超能犯罪團隊小隊長                                              | 超人類，破裂者的弟弟，在粒子加速器爆炸事故中獲得能力，在中央城監視確保沒有人試圖反抗極速，管理冰霜殺手及死亡風暴，試圖背叛極速自己統治中央城。 能力: 跨維度，開啟缺口於平行世界中移動 探測，透過震動了解不同時空間 震波，能從手中持續的放出衝擊波 配備: 調頻護目鏡 | -                                | 第二季                           |
| 凱特琳·史諾 Caitlin Snow                                                                      | 丹妮爾·帕娜貝克 Danielle Panabaker                             | 冰霜殺手 Killer Frost 極速超能犯罪團隊成員                                      | 超人類，死亡風暴的妻子，在粒子加速器爆炸事故中獲得能力，在中央城監視確保沒有人試圖反抗極速，聽命於混響。 能力: 冰霜，透過雙手產生冰結晶 射擊，發射冰柱 冰吻，藉由吻來凍結人體 塑型，建構冰型態的橋樑 弱點: 特殊玻璃，無法打破關押閃電俠的玻璃 觸碰，無法控制能力不影響接觸的事物 | -                                | 第二季                           |
| 羅尼·雷蒙德 Ronnie Raymond                                                                    | 羅比·艾梅爾                                                    | 死亡風暴Deathstorm 極速超能犯罪團隊成員                                         | 超人類，冰霜殺手的丈夫，在粒子加速器爆炸事故中獲得能力，與馬丁·斯坦因博士合體，卻完全封閉了馬丁·斯坦因的意識，穿著黑色皮衣，長期，以穩定融合，在中央城監視確保沒有人試圖反抗極速，聽命於混響。 能力: 融合，與馬丁·斯坦因融合成死亡風暴 能量，藉由融合後的核能發射火球 飛行，藉由發射能量作為推進器來飛翔 配備: 量子接合器 | -                                | 第二季                           |
| 阿爾·羅斯坦因 Al Rothstein                                                                    | 亞當·柯波蘭德 Adam Copeland                                    | 原子粉碎者 Atom-smasher 傭兵                                                    | 超人類，在粒子加速器爆炸事故中獲得能力，殺掉地球-1的二重身，以逃過極速的追殺。 能力: 巨大化，藉由吸收輻射來讓體型倍增 耐性，防彈，閃電似乎也不造成傷害 速度，擁有能幾乎尾隨閃電俠的跑速 力量，能輕易揮舞成年男性或丟出小吃攤 弱點: 過載，吸收過量的核能輻射導致身體無法負荷而衰竭 | -                                | 第二季第1集                      |
| 艾迪·斯利克 Eddie Slick                                                                       | 凱特·托頓 Kett Turton                                          | 沙魔 Sand Demon                                                                 | 超人類，在粒子加速器爆炸事故中獲得能力。 能力: 沙化，自身化為沙塵狀態，能躲避物理攻擊 硬化，藉由重組沙粒排列加強硬度，能加強打擊 弱點: 高熱，如同實際沙子，高熱度會導致沙子呈現玻璃化狀態 乾燥，導致沙粒無法結合而分崩離析 | -                                | 第二季第2集                      |
| 琳達·帕克 Linda Park                                                                          | 瑪麗絲·昭 Malese Jow                                           | 光博士 Doctor Light 前竊盜犯                                                    | 超人類，在粒子加速器爆炸事故中獲得能力，試圖殺掉地球-1的二重身，以逃過極速的追殺。 能力: 能量，能發射出高熱度且明亮的能量束，強度可以穿透金屬 致盲，藉由高亮度的能量，使人暫時失明 設備入侵，藉由能量利用光纖侵入電子設備，覆寫安全系統 隱形，透過光學折射隱藏自身，但衣服不行，必須脫掉衣服 竊盜，做小偷時的竊盜技術 | -                                | 第二季第5~6集                    |
| 亞當·菲爾斯 Adam Fells                                                                        | -                                                              | 地占者 Geomancer                                                                | 超人類，惡棍，已故，死亡原因不明。 能力: 地震，透過接觸地面引發震動 | -                                | -                                |
| 謝·蘭姆登 Shay Lamden                                                                         | 大衛・海特 (配音) David Hayter (voice)                         | 鯊王 King Shark 極速超能犯罪團隊成員 前海洋生物學家                             | 超人類，在粒子加速器爆炸事故中獲得能力，也由於鯊魚的野性影響而開始吃人。 能力: 恢復，鯊魚的快速癒合因子 追蹤，透過生物電能與氣味進行大範圍鎖定 匿蹤，在無人知曉的情況下，在中央城中尋獲閃電俠 耐性，防彈，承受閃電 速度，超級跑速及泳速 力量，單手抓人，拆屋，命中快速移動目標 威嚇，以外表震懾他人 戰術，假死，以逃出天眼會 弱點: 電，對於電的耐性很低，尤其是在水中 乾燥，由於鯊魚的生理影響，需定期回到水中 | -                                | 第2-5季                          |
| 丹堤·雷蒙 Dante Ramon                                                                         | 尼古拉斯·岡薩雷斯Nicholas Gonzalez                             | 破裂者 Rupture 極速超能犯罪團隊成員                                             | 超人類，混響的哥哥，在粒子加速器爆炸事故中獲得能力，為了混響而到地球-1復仇，死於極速之手。 能力: 近戰高手 配備: 鐮刀，可製造能量爆炸 | -                                | 第二季                           |
| 蘿蕾爾·蘭斯 Laurel Lance                                                                      | 凱蒂·卡西迪 Katherine Evelyn Anita "Katie" Cassidy             | 黑海妖 Black Siren 極速超能犯罪團隊小隊長 普羅米修斯同夥                        | 超人類，因為男友死於海難過度傷心而搬到中央城重新開始，卻仍沉浸在悲傷中，在粒子加速器爆炸事故中獲得能力，成為犯罪後加入極速的超能犯罪小隊，並獲得極速一定的尊重，而讓極速在沒有面具的情況下與之進行談話，導致黑海妖是唯一知道極速雙重身分的人。隨後登場於《綠箭俠》第五季。 能力: 聲波，高頻率聲音攻擊 | -                                | 第二季                           |
| 辛格 Singh                                                                                    | 派屈克·薩邦圭 Patrick Sabongui                                 | 罪犯                                                                            | 地球-1的二重身為中央城警局局長。 | -                                | 第二季                           |
| 詹姆士·佐羅門 James Zolomon                                                                   | 謝恩·瓊斯 Shaine Jones                                         | 謀殺犯 前美國戰爭老兵                                                           | 極速的父親，參與美國戰爭多年，結束戰爭回家後，因為妻子試圖離開而變得暴力，逼迫極速帶著他的頭盔，看著他槍殺他的妻子，經過判決，因為謀殺自己的妻子而被定罪，導致極速也被送到中央城孤兒院，這件事持續地在極速的人生中刺痛干擾著。 配備: 銀翼金屬頭盔 | -                                | 第二季                           |
| 索洛瓦 Solovar                                                                                | 基思·大衛(配音) Keith David (voice)                            | 猩猩城統治者                                                                    | 高智能白化大猩猩。 |                                  | 第三季                           |
| 地球-3                                                                                        |                                                                |                                                                                 | |                                  |                                  |
| 詹姆士・傑西                                                                                  | 馬克·漢米爾                                                    | 魔術師 (Trickster)                                                              | 瘋狂罪犯，極度討厭閃電俠。狡猾的話術，魔術道具。 | -                                | 第三季9                          |
| 地球-19                                                                                       |                                                                |                                                                                 | |                                  |                                  |
| 西斯科·拉蒙                                                                                   | 卡洛斯·瓦德斯                                                  | 回聲 Echo                                                                       | 罪犯，殺死Gypsy的真兇。 | -                                | 第六季5                          |
| 地球53                                                                                        |                                                                |                                                                                 | |                                  |                                  |
| 奥利佛·昆恩 Oliver Queen                                                                      | 史蒂芬·艾梅爾 Stephen Amell                                    | 黑綠箭                                                                          | 納粹世界元首，黑超女戀人。 | -                                | 第四季8                          |
| 卡拉·佐·艾爾(氪星名) Kara Zor-El (Krypton name) 卡拉·丹弗斯(地球名) Kara Danvers (Earth name) | 梅莉莎·班諾伊 Melissa Benoist                                  | 黑超女 Overgirl                                                                 | 納粹世界將軍，黑綠箭戀人。 |                                  | 第四季8                          |
| 昆汀·蘭斯 Quentin Lance                                                                       | 保羅·布萊克索恩 Paul Blackthorne                               | 納粹軍官                                                                        | |                                  | 第四季8                          |
| 未來                                                                                          |                                                                |                                                                                 | |                                  |                                  |
| -                                                                                             | 大衛·達斯馬齊連 David Dastmalchian                             | 阿布拉·卡達布拉 Abra Kadabra                                                    | 來自64世紀，植入未來高科技的奈米技術，以獲得，聲稱與閃電俠在未來是宿敵，並知曉薩維塔真實身分。 能力: 未來科技，宛如魔術手法，超出21世紀所能理解的科技 | -                                | -                                |
| 超維度                                                                                        |                                                                |                                                                                 | |                                  |                                  |
| -                                                                                             | 達倫·克里斯 Darren Criss                                       | 音樂大師 Music Meister                                                          | 來自不屬於多元宇宙外的超維度，超出了普通人的理解。 | -                                | 第三季18                         |
| 平行宇宙                                                                                      |                                                                |                                                                                 | |                                  |                                  |
| Mar Novu                                                                                      | 拉摩尼卡·蓋瑞特                                                | 監視者 (DC漫畫)                                                                 | 來自多元宇宙，尋找未來出現的危機解決方案。 | -                                | 第五季8 9                        |

## 其他角色列表

### 地球-1
| 角色                                  | 演員                                                          | 職務/身份                                                                 | 簡介 | 與漫畫差異             | 出場集數                                                      |  |
| 家人                                  |                                                               |                                                                           | |                        |                                                               |  |
| 諾拉·艾倫 Nora Allen                  | 蜜雪兒·哈里森Michelle Harrison                                | 閃電俠的母親                                                              | 在貝瑞童年時被逆閃電殺害。 | -                      | S1EP1 第一季 1 6 9 13 14 17 21 23 第二季 11 18 21~23 第三季 1 |  |
| 亨利·艾倫 Henry Allen                 | 約翰·衛斯里·希普 John Wesley Shipp                            | 閃電俠的父親 前醫生                                                       | 被警方認定為殺妻兇手而逮捕入獄。 (希普以前就曾在1990年的《閃電俠》中詮釋過貝瑞·艾倫。) | -                      | S1EP1 第一季 1~3 9 12 17 21 23 第二季 1 7 17 20~23 第三季 1 2 |  |
| 丹堤·雷蒙 Dante Ramon                 | 尼古拉斯·岡薩雷斯Nicholas Gonzalez                            | 西斯科的哥哥                                                              | |                        |                                                               |  |
| 卡拉·坦豪斯 Carla Tannhauser          | 蘇珊·沃爾特斯 Susan Walters                                   | 凱特琳的母親                                                              | |                        |                                                               |  |
| 弗朗辛·威斯特Francine West            | 凡妮莎·A·威廉斯Vanessa A. Williams                            | 艾瑞絲及沃利的母親                                                        | |                        |                                                               |  |
| 諾拉·艾倫（Nora Allen）               | 潔西卡·帕克‧甘迺迪 (Jessica Parker Kennedy)                   | 是美國DC漫畫旗下超級英雄，初次登場於《冒險漫畫》第373期，是旋風雙子之一， | 閃電俠巴里·艾倫的女兒，巴特·艾倫的雙胞胎妹妹，閃電家族成員。 |                        | 第五季登場                                                    |  |
| 瓊妮 Joanie                           | 萊莉·杰德 Riley Jade                                          | 絲希爾檢察官的女兒                                                        | |                        | 第三季 第四季5                                                |  |
| 悌絲·摩根 Tess Morgan                 | 布里·布萊爾 Bre Blair                                         |                                                                           | 哈里森·威爾斯的妻子。 |                        |                                                               |  |
| 克拉麗莎·斯坦因 Clarissa Stein        | 伊莎貝拉·霍夫曼Isabella Hofmann                               |                                                                           | 馬丁·斯坦因的妻子。 |                        |                                                               |  |
| 莉莉·史坦 Lily Stein                  | 克里斯蒂娜·布魯卡托 Christina Brucato                         | 馬丁·斯坦因的女兒                                                         | 由於馬丁干擾時間線而憑空出現。 |                        | 第三季8                                                       |  |
| 威廉 William                          | 傑克·摩爾 Jack Moore                                          | 綠箭俠的兒子                                                              | |                        |                                                               |  |
| 警界                                  |                                                               |                                                                           | |                        |                                                               |  |
| 大衛·辛格 David Singh                 | 派屈克·薩邦圭 Patrick Sabongui                                | 中央城警局局長                                                            | 同性戀人士。(地球2是ㄒ | 漫畫中為犯罪實驗室主任 | 全季                                                          |  |
| 艾德華·索恩/艾迪 Edward Thawne /Eddie | 里克·考斯奈特 Rick Cosnett                                    | 前中央城警局警探                                                          | 喬的搭檔，艾瑞絲的前未婚夫，貝瑞的好友，逆閃電的祖先。由鍥石城調職到中央城，為阻止逆閃電自我犧牲。 | -                      | 全季                                                          |  |
| 絲希爾·霍頓 Cecile Horton             | 丹尼爾尼可拉特Danielle Nicolet                                | 中央城地方檢察官                                                          | 在第三季，她和喬開始了一段浪漫的關係。 |                        | 第一季 第三季 第四季 第五季                                   |  |
| 昆汀·蘭斯 Quentin Lance               | 保羅·布萊克索恩 Paul Blackthorne                              | 前星城警局局長                                                            | 有嚴重酗酒問題。詳見綠箭俠 (電視劇)。 |                        | 第一季19                                                      |  |
| 佩蒂·絲匹弗特 Patty Spivot            | 仙朵·范桑頓 Shantel VanSanten                                 | 中央城警局警探                                                            | 專門負責超人類案件，與貝瑞有短暫戀情並發現他的真實身份。 |                        | 第二季                                                        |  |
| 朱利安·艾爾伯特                       | 湯姆·費爾頓                                                   | 中央城超能犯罪鑑識員                                                      | 閃點後出現與貝瑞共事的CSI。四年前考古學家時意外成為鍊金術師 (DC漫畫) |                        | 第三季                                                        |  |
| 學術界                                |                                                               |                                                                           | |                        |                                                               |  |
| 哈里森·威爾斯 Harrison Wells          | 湯姆·卡瓦納夫 Tom Cavanagh                                    | 天才科學家                                                                | 泰絲·摩根的丈夫，水星實驗室領導人緹娜·麥吉的摯友，量子領域專家。本應在星城創建星辰實驗室並於2020年成功啟動粒子加速器，卻因逆閃電的介入身亡，身分被逆閃電假冒。 能力: 天才智商 頂尖科學家 商業頭腦                                               | -                      | 第一季                                                        |  |
| 緹娜·麥姬 Tina McGee                  | 阿曼達·佩茲 Amanda Pays                                       | 水星實驗室創辦人                                                          | |                        | 第一季 第二季                                                 |  |
| 西蒙·史塔格 Simon Stagg               | 威廉·托馬斯·桑德勒 William Sadler                             | 史塔格企業CEO 中央城大學學士 慈善家                                       | 在器官移植研究上出色的表現而成為了年度人物。表面上是成功的慈善家與企業家，私下卻野心勃勃盜取多項他人研究而面臨至少20項控訴，因竊取多重體的研究而遭到報復追殺，後將歪腦筋動到閃電俠頭上，企圖擁有閃電俠的速度而遭逆閃電刺殺。 狀態: 死亡(遭刺殺) | -                      | S1EP2                                                         |  |
| 德克斯特·邁爾斯 Dexter Myles          | 布魯斯·哈伍德 Bruce Harwood 羅伯特皮卡多(配音) Robert Picardo | 中央城博物館館長 閃電俠博物館館長(未來)                                   | 注意到冷凍隊長多次出現在博物館內意圖竊取鑽石時，搶先通知喬。 未來，在閃電俠博物館關門前，告知諾拉她媽媽正在找她，最好回個電。 |                        | S1EP4                                                         |  |
| 傑森·洛許 Jason Rusch                 | 路克·羅德里克 Luc Roderique                                   | 馬丁·斯坦因的學生                                                         | 研究火風暴項目。 |                        |                                                               |  |
| 昆丁·奎爾 Quentin Quale               | 比爾·道 Bill Dow                                              | 物理學家                                                                  | 馬丁斯坦因的同窗好友。 |                        |                                                               |  |
| 謝·蘭姆登 Shay Lamden                 | -                                                             | 海洋生物學家                                                              | 死於癌症，地球二的二的二重身為鯊王。 |                        |                                                               |  |
| 譚亞·蘭姆登 Tanya Lamden              | -                                                             | 海洋生物學家                                                              | 在丈夫死後，持續進行對鯊魚的研究。 |                        |                                                               |  |
| 奈玖 Nigel                            | 托馬斯·卡德羅 Thomas Cadrot                                   | Carla Tannhauser's research assistant                                     | |                        |                                                               |  |
| 歐德斯博德曼 Aldus Boardman           | 彼得·法蘭西斯·詹姆斯 Peter Francis James                      |                                                                           | 不死野人研究學家。 |                        |                                                               |  |
| 其他                                  |                                                               |                                                                           | |                        |                                                               |  |
| 琳達·帕克 Linda Park                  | 瑪麗絲·昭 Malese Jow 奧莉維亞·陳 Olivia Cheng                 | 中央城圖報記者                                                            | 於粒子加速器爆炸前報導相關新聞。 | -                      | S1EP1                                                         |  |
| 約拿·海克斯 Jonah Hex                 | 強納森・史凱奇 Johnathon Schaech                              | 賞金獵人                                                                  | 出現在前往地球-2的影像中，瑞普亨特的老朋友，傳奇團隊的盟友。 |                        |                                                               |  |

### 地球-2
| 角色                                                  | 演員                                          | 職務/身份                      | 簡介                                                                               | 與漫畫差異 | 出場集數 |
| 家人                                                  |                                               |                                |                                                                                    |            |          |
| 巴塞洛繆·亨利·貝瑞·艾倫 Bartholomew Henry Barry Allen | 葛蘭特·格斯汀 Grant Gustin                    | 中央城警局CSI鑑識員 博士畢業生 | 擁有博士學位，已經和艾瑞絲結婚但卻被喬鄙視，與地球-1的二重身比起來顯得笨拙靠不住。 |            |          |
| 愛瑞絲·安·羅素·威斯特 Iris Ann Russell West           | 凱蒂斯·帕頓 Candice Patton                    | 中央城警局警探                 | 已經和貝瑞結婚，與與地球-1的二重身比起來顯得更剽悍。                               |            |          |
| 喬瑟夫·威斯特/喬 Joseph West / Joe                    | 傑西· L· 馬丁 Jesse L. Martin                 | 歌手                           | 貝瑞的岳父，不喜歡貝瑞。                                                           |            |          |
| 貝瑞·艾倫的母親                                       | 蜜雪兒·哈里森(配音) Michelle Harrison (voice) |                                | 電話上的聯絡人顯示了貝瑞的雙親，接通後與貝瑞通電話。                               |            |          |
| 政府/警界                                             |                                               |                                |                                                                                    |            |          |
| 弗洛伊德·勞頓 Floyd Lawton                            | 邁克爾·羅維 Michael Rowe                      | 中央城警局警探 死亡射手        | 與地球-1的二重身一樣被稱為死亡射手，只是在這個世界是為了嘲諷其槍法奇差的暱稱。     |            |          |
| -                                                     | -                                             | 中城警察                       | 喬的父親，艾瑞絲的祖父，啟發艾瑞絲進入警界。                                       |            |          |
| 史納特 Snart                                          | -                                             | 中央城市長                     | 新聞報導市長延長宵禁，史納特為地球-1冷凍隊長的姓氏。                               |            |          |
| 諾利斯 Knowles                                        | -                                             | 參議員                         | 知名的參議員，地球-1的二重身是歌手。                                               | -          | -        |
| 其他                                                  |                                               |                                |                                                                                    |            |          |
| 奥利佛·昆恩 Oliver Queen                              | -                                             | -                              | 綠箭俠的兒子，黑海妖的前男友，死於海難。                                           | -          | -        |
| -                                                     | -                                             | 威爾斯夫人 Mrs. Wells          | 哈利的妻子，杰西快客的母親，本來不想要孩子，卻說服哈利而懷了杰西，已故。           | -          | -        |
| 愛雪莉·佐羅門 Ashley Zolomon                          | 塔提亞納·佛瑞斯特Tatyana Forrest              | 家庭主婦                       | 極速的母親，在丈夫從戰爭中回家後試圖離開他，結果在極速的眼前被丈夫所殺。           | -          | -        |
| 布魯斯 Bruce                                          | -                                             | 朋友                           | 名字出現在貝瑞家的電話連絡人，蝙蝠俠的名字也是布魯斯。                             | -          | -        |
| 哈爾 Hal                                              | -                                             | 朋友                           | 名字出現在貝瑞家的電話連絡人，第二代綠光戰警的名字也是哈爾。                       | -          | -        |
| 黛安娜 Diana                                          | -                                             | 朋友                           | 名字出現在貝瑞家的電話連絡人，神力女超人的名字也是黛安娜。                         | -          | -        |
| 艾迪 Eddie                                            | -                                             | 朋友                           | 名字出現在貝瑞家的電話連絡人，可能是地球-1艾迪·斯旺的二重身。                      | -          | -        |
| 查理·斯諾 Charlie Snow                                | -                                             | 冰霜殺手的兄弟                 | 已故。                                                                             | -          | -        |
| 伊凡·麥可拉克 Evan McCulloch                          | -                                             | 鏡像大師 Mirror Master         | 以能使用鏡像槍開啟窗口把人事物導入鏡像二維世界聞名。                               | -          |          |
| 伊娃·麥可拉克 Eva McCulloch                           | -                                             | 鏡像大師 Mirror Monarch        | 出現在閃電俠第六季                                                                 | 第六季     |          |
| 亨利·休伊特 Henry Hewitt                              | 戴摩·巴恩斯 Demore Barnes                     | 星辰實驗室助理                 | 地球-1的二重身為Tokamak。                                                          |            |          |

### 地球-38
| 角色                  | 演員                                | 職務/身份                      | 簡介 | 與漫畫差異 | 出場集數 |
| 媒體                  |                                     |                                |      |            |          |
| 凱特·格蘭特 Cat Grant | 凱莉斯塔·佛克哈特 Calista Flockhart | 凱特媒體CEO (暫離) 前助理      |      |            |          |
| 政府                  |                                     |                                |      |            |          |
| 露西·蓮恩 Lucy Lane   | 珍娜·戴溫·泰坦 Jenna Dewan-Tatum    | 超查部領導人(代理) 少校 前律師 |      |            |          |
| 溫·肖特 Winn Schott   | 傑雷米·喬丹 Jeremy Jordan           | 超查部技術員 前凱特媒體程序員  |      |            |          |

### 哈利森委員會
| 角色                                        | 演員                       | 職務/身份              | 簡介 | 與漫畫差異 | 出場集數 |
| 哈里森·威爾斯 Harrison Wells                | 湯姆·卡瓦納夫 Tom Cavanagh | -                      | 地球17，破解哈利傳送到多元宇宙的加密方程式而回傳了全息影像面試的威爾斯之一，蒸氣龐克造型，講話有英國腔。 配備: 護目鏡                                                          | -          | -        |
| 哈里森·威爾斯/哈爾斯 Harrison Wells / Hells | 湯姆·卡瓦納夫 Tom Cavanagh | 地獄威爾斯 Hells Wells | 破解哈利傳送到多元宇宙的加密方程式而回傳了全息影像面試的威爾斯之一，禮儀有待加強，儘管傳送的全息影像因為胃部不適而一直打嗝也拒絕重新製作，詭異的以拖拖車作為興趣，被哈利否決。 | -          | -        |
| 哈里森·威爾斯/哈爾斯 Harrison Wells / Hells | 湯姆·卡瓦納夫 Tom Cavanagh | -                      | 破解哈利傳送到多元宇宙的加密方程式而回傳了全息影像面試的威爾斯之一，講法文，打扮動作如同默劇演員，被哈利以不能相信默劇演員而否決。                                             | -          | -        |

## 資料來源
1. 1 2  《閃電俠》第五季揭曉反派！《美國派》克里斯克萊飾演「老蟬頭」 （页面存档备份，存于） 2018.7.23 DramaQueen電視迷
2. ↑  《閃電俠》第六季要角死亡！「震波」男星卡洛斯巴爾德斯談角色心境 （页面存档备份，存于） 2019.11.7 DramaQueen電視迷